# Mateo (pel·lícula)
Mateo és una pel·lícula dramàtica colombiana de 2014 dirigida i escrita per María Gamboa Jaramillo i protagonitzada per Carlos Hernández, Felipe Botero i Samuel Lazcano Monsalve. Va ser seleccionada com la cinta representativa de Colòmbia en la categoria "millor pel·lícula de parla no anglesa" als Premis Oscar de 2015, però finalment no va arribar a ser nominada.

## Sinopsi
Mateo (Carlos Hernández) és un jove de 16 anys que és un extorsionista del seu oncle Walter (Samuel Lazcano Monsalve), un reconegut criminal. La seva nova missió és infiltrar-se en un grup de teatre per a exposar les activitats polítiques dels actors que ho conformen. Mateo, fascinat amb el món del teatre, ha de decidir si revelar la informació al seu malvat oncle o respectar les vides dels seus nous amics.

## Repartiment
- Carlos Hernández
- Felipe Botero
- Samuel Lazcano Monsalve

## Premis
- Festival de Cinema de Miami (2014): Premi a la millor opera prima i al millor guió.[3]
- XXI Mostra de Cinema Llatinoamericà de Catalunya (2015): Premi a la millor opera prima i menció del públic.[4]